# Autostrada dei Laghi

Riproduzione schematica del percorso (in grassetto) dell'Autostrada dei Laghi nel 1926

La cosiddetta Autostrada dei Laghi è il risultato della necessità, sentita negli anni Venti del XX secolo, di unire Milano alle vicine città di Como e Varese e con le zone turistiche del lago di Como e del lago Maggiore. Oggi si compone di tre autostrade ufficialmente classificate come A8 (intera estensione), A9 (intera estensione) e A8/A26 (per il tratto Gallarate - Sesto Calende-Vergiate) gestite da Autostrade per l'Italia dal 1962; i relativi percorsi si sviluppano totalmente entro il territorio della Regione Lombardia.

## Storia

Inaugurazione, 21 settembre 1924

Fu l'ingegnere Piero Puricelli, conte di Lomnago, che concepì l'idea dell'autostrada come "via per sole automobili" cioè riservata al traffico veloce (niente carri, carrozze, biciclette o pedoni) e col pagamento di un pedaggio per coprire le spese di costruzione e di gestione. Un'idea davvero avveniristica, perché le auto in circolazione a quell'epoca erano poche. Nel 1923 circolavano complessivamente sulle strade italiane 84.685 autoveicoli, di cui 57.000 automobili, 25.000 autocarri e 2.685 autobus. Nel 1921 Piero Puricelli, imprenditore di costruzioni stradali e industriali, aveva fondato la Società Anonima Autostrade.

Sottopassaggio nei pressi di Como, 1929

Puricelli nel 1921 aveva messo in pratica la sua idea di una strada diritta, che scavalcasse i paesi, realizzando la Lomnago (ove aveva la villa) Azzate, che fu la prima strada bitumata d'Italia. Qui fece le prove generali per la successiva realizzazione dell'autostrada.
Il 21 settembre del 1924 viene inaugurato a Lainate il primo tratto, da Milano a Varese (attualmente classificato come A8), di quella che diverrà l'autostrada dei Laghi e che sarà la prima autostrada a pedaggio realizzata in Italia. Il nastro inaugurale fu tagliato da una Lancia Trikappa di casa Savoia con a bordo il re in persona Vittorio Emanuele III, accompagnato da Puricelli, e seguita dal lungo corteo di automobilisti invitati. Tra essi, il cronista del quotidiano La Tribuna di Roma scrisse: Viaggio attraentissimo su un cemento liscio come un parquet, senza callaie insidiose o ciclisti o simili da mandare all'altro mondo...
I lavori per la Milano-Varese costarono 90 milioni di lire e, nei calcoli preventivi, si era fatto assegnamento su un transito giornaliero di mille auto. La cifra venne raggiunta e raddoppiata nel 1938.

Ingresso all'autostrada da Milano, 1929

La nuova strada era a una sola corsia per senso di marcia e a una sola carreggiata (larga dagli 11 ai 14 metri di cui 8 o 10 pavimentati), più che sufficienti per ospitare il passaggio delle poche decine di auto che vi circolavano ogni giorno. Il percorso era per lo più rettilineo (il più lungo tratto era di 18 km), le curve non avevano un raggio inferiore ai 400 metri, le pendenze non erano superiori al 3%. Il calcestruzzo ad alta resistenza, materiale usato per la pavimentazione dell'autostrada, era composto da lastre spesse dai 18 ai 20 cm.
Il trasporto dei materiali necessari per la costruzione dell'autostrada, in particolare il pietrisco (il quale veniva estratto dalle cave Puricelli di Bisuschio in Lombardia), avveniva attraverso treni fino alle stazioni più vicine ai vari cantieri.
Non c'era un vero e proprio casello, ma il pagamento del pedaggio avveniva nell'area di servizio e sosta, che era obbligatoria.
Vennero costruiti 17 caselli e 100 km di nuove strade di raccordo.
Nei primissimi anni l'autostrada chiudeva alle 1:00 e riapriva alle 6:00.

Bivio Varese-Como dell'Autostrada dei Laghi alla fine degli anni cinquanta del XX secolo

Meno di un anno dopo, il 28 giugno 1925, fu inaugurato il tratto da Lainate a Como (attualmente classificato come A9), per una lunghezza di 24 chilometri e un costo di 57 milioni. Sempre nel 1925 fu realizzato il tratto Gallarate-Sesto Calende, di 11 chilometri, classificato ora come A8/A26.

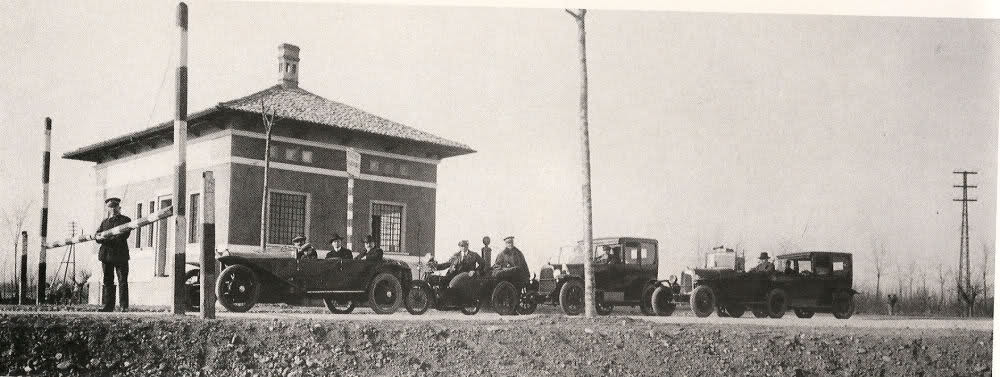
Uno dei caselli d'accesso alla Milano Laghi

Dal 1924 in avanti, a Lainate cominciarono ad arrivare tecnici da varie nazioni per studiare e copiare questa nuova strada veloce per auto, a pagamento. Era nata qui una delle prime autostrade del mondo.
Tuttavia l'Autostrada dei Laghi venne costruita senza una normativa precisa, in quanto la prima definizione normativa ufficiale risale solo al 1933 con il Regio Decreto n. 1740 del 1933 che definiva le autostrade come strade riservate ai soli autoveicoli.
Nel 1965 venne costruita la seconda carreggiata portando l’arteria alla configurazione che oggi associamo a un’autostrada.
Il 24 dicembre 1968 venne aperto al traffico il tronco da Como a Monte Olimpino (allacciamento provvisorio), nel solo senso di marcia verso Como.
Il tratto Como-Chiasso con la nuova dogana di Brogeda fu completato e aperto al traffico il 1º dicembre 1971.

### Dati del cantiere
- 219 manufatti in cemento realizzati per la costruzione;
- 2 milioni di m³ di terra movimentati;
- 5 betoniere statunitensi (Koehring-Paving) per il confezionamento e la stesura del calcestruzzo (fino a una produzione massima giornaliera di 1200 m³ di conglomerato);
- 4.000 operai impiegati mediamente al giorno.[3]

### La prima autostrada del mondo?
L'Autostrada dei Laghi viene spesso citata da fonti soprattutto italiane quale prima autostrada del mondo. In realtà è stata preceduta sia come progettazione che come apertura al traffico dalle seguenti autostrade: 
- Long Island Motor Parkway nello stato di New York, progettata nel 1906 e aperta al traffico tra il 1908 e il 1911[9][10][11];
- AVUS nella periferia di Berlino, progettata nel 1909 e inaugurata nel 1921, ma che era stata progettata come pista chiusa per corse automobilistiche e aperta al pubblico il resto del tempo, con relativo pedaggio;
- Bronx River Parkway nello stato di New York, progettata nel 1906 ed aperta al traffico tra il 1922 ed il 1925[12][13][14]

Va comunque precisato che le parkways statunitensi, se pur riservate al solo traffico automobilistico, in origine erano principalmente destinate alla guida panoramica e ricreativa e solo successivamente si sono evolute in importanti percorsi urbani e per pendolari, mentre la Long Island Motor Parkway e l’AVUS erano costruite per il doppio utilizzo di tracciato per gare automobilistiche e per il traffico motorizzato. Di contro l’autostrada dei Laghi, secondo il suo ideatore Piero Puricelli, era concepita sin da subito per unire due o più destinazioni nella maniera più rapida possibile, secondo il concetto moderno di autostrada. Questo la rende, sebbene non tecnicamente, almeno concettualmente la prima al mondo, come fu certificato nel "V Congresso Mondiale della Strada" tenutosi a Milano nel 1926.

## Dati storici
- Nel 1925, il pedaggio della tratta Milano-Varese era di 9 lire per le moto, 12 lire per veicoli fino a 17 cavalli, 17 lire per i veicoli tra 17 e 26 cavalli, di 20 lire per veicoli oltre 26 cavalli e da 40 a 60 lire per gli autobus a seconda della lunghezza. Uno sconto del 20% veniva praticato per il biglietto di andata e ritorno.
- Nel 1926 si contarono 421.406 passaggi di veicoli, con una media giornaliera di 1.115 unità.
- Fino al 1946, i casellanti avevano l'obbligo di vestire la divisa aziendale e di salutare militarmente al passaggio, in entrata e in uscita, di ogni veicolo.

## Autostrada A8
L'autostrada A8 collega Milano a Varese con un percorso di 42,6 km.

## Autostrada A9
L'autostrada A9 collega Lainate (MI) a Como e a Chiasso (Svizzera) con un percorso di 32,4 km.

## Autostrada A8/A26
L'autostrada A8/A26, conosciuta attualmente come diramazione Gallarate-Gattico, collega l'A8 all'A26 con un percorso di 23,2 km (il tratto aperto nel 1925 era più corto e collegava l'A8 a Sesto Calende).